# Iracan Gracien de Saint-Nicolas
 (mai 2021).
Si vous disposez d'ouvrages ou d'articles de référence ou si vous connaissez des sites web de qualité traitant du thème abordé ici, merci de compléter l'article en donnant les références utiles à sa vérifiabilité et en les liant à la section « Notes et références ».
 (mai 2021).
Il peut être nécessaire de l'améliorer pour respecter le principe de neutralité de point de vue. Veuillez consulter la page de discussion pour plus de détails.

 (mai 2021).
- Si vous ne connaissez pas le sujet, laissez ce bandeau (vous pouvez alors contacter les auteurs).
- Si vous supprimez le contenu mis en cause (vous pouvez préalablement contacter les auteurs),

argumentez précisément cette suppression dans la page de discussion
(un manque de référence n'est pas un argument ; une recherche réelle de référence doit avoir été effectuée, être formellement documentée).
Iracan Gracien de Saint-Nicolas, né le 24 avril 1978 à Logo en République démocratique du Congo, est un ingénieur zootechnicien et un homme politique congolais. 
Président et promoteur de l'association  dénommée : " Initiative pour la reconstruction, action et changement adéquat pour la nation", en sigle IRACAN/Asbl. Auditeur en 3e année, département de Zootechnie à l'Université Pédagogique Nationale de Kinshasa et  chercheur en sciences biomédicales et médecines humaines. 
Député  national de la 3e législature de décembre 2018, en République démocratique du Congo, il est élu aux élections générales de décembre 2018, dans la circonscription de Bunia-ville, Chef-lieu de la Province.

## Biographie

### Origine et vie privée
Né le 24 avril 1978 à Logo, dans le territoire de Mahagi, province de l'Ituri, en République démocratique du Congo, Iracan Gracien de Saint Nicolas est né d'une mère congolaise au nom de Pacuriema Pirang'o Marie et d'un père congolais en la personne de Unem Mican Sylvère, tous deux originaires de la province de l'Ituri.

### Éducation
Malgré son état de santé fragile pendant son enfance, Iracan Unen Gracien de Saint-Nicolas  a fait ses études primaires dans la ville de Bunia, chef-lieu du territoire et après avoir obtenu son diplôme d'État, il poursuivra ses études universitaires à l'Université de Bunia en Zootechnie. En 1999, il va embrasser les sciences agronomiques au Centre universitaire de Kisangani, extension de Bunia-ville. 

### Carrière professionnelle
Iracan Gracien de Saint-Nicolas est Ir. Zootechnicien, homme d’affaires et journaliste.
Promoteur de la Radio communautaire dénommée : "Radio Canal Révélation". RCR-Bunia.
- Créée en 2001 un certain 13 novembre, la radio canal révélation (RCR), une radio communautaire émettant du centre-ville de Bunia en Ituri. C’est en traversant  vents et marées  depuis la période post conflit interethniques en Ituri jusqu’à nos jours, que cette radio consacre ses  nombreux services loyaux à la population iturienne.
- Outre ses responsabilités au sein de la radio canal révélation de Bunia, Iracan Gracien de Saint-Nicolas a prospéré dans le commerce, en qualité d'homme d'affaires, dans la zone minière de Mangbwabu plutôt dans le territoire de Djugu en Ituri.

## Parcours politique

### Début de sa carrière politique
Entre 2003 et 2004, Iracan Gracien de Saint-Nicolas collabore avec la Présidence de la République sous le règne de Joseph Kabila Kabange, dans la résolution et pacification de la Province de l'Ituri, alors ravagée par la guerre interethnique.
Pendant cette crise, Il fournit le plan de sortie et accompagna le Président sortant Joseph Kabila Kabange, dans la recherche de la paix pour l'unification du Pays, grâce à la collaboration de Kamerhe Lwa Kanyiginyi Nkingi Vital, Commissaire Général du gouvernement, en son temps, chargé du suivi du processus de paix dans la région des Grands Lacs. À cette période, est créé le PPRD "Parti du Peuple pour la Reconstruction et la Démocratie".
En 2005, il coupe tout contact avec la Présidence de la République et se replie en pleine forêt Equatoriale dans la région minière, à Mongbwabu plutôt dans le territoire de Djugu en Province de Ituri, pour des activités commerciales, loin de la politique.

### Député national
Au mois de décembre, Il est élu député national de la 3e législature du décembre 2018, dans la circonscription de Bunia-ville, Chef-lieu de la province en République démocratique du Congo.